# Кирил Ботев
Кирил Ботев Петков е български офицер (генерал-лейтенант) и държавен деец.

## Биография
Кирил Ботев е роден на 20 април 1856 г. в Калофер, син на възрожденския учител Ботьо Петков и на Иванка Ботева, брат е на Христо Ботев. Завършва класното училище в Калофер. Произхождайки от семейство на образовани хора, от ранна възраст продължава професията на баща си – даскал Ботьо, като учителства в Голямо Бельово, а след емигрирането си – и в българското училище в Гюргево, Румъния.
През 1876 г. се включва в четата на Христо Ботев. След нейното разбиване е заловен, лежи в затвора в Цариград и след това е пратен на заточение в крепостта Акия в Мала Азия. Освободен е по силата на Санстефанския мирен договор през 1878 г.
След завръщането си в България през 1878 г. постъпва в Командата на волноопределяющите се в Пловдив, а по-късно същата година се прехвърля във Военното училище в София като кавалерист. Завършва в първия випуск през 1879 г. и е произведен в чин подпоручик. По-късно следва кавалерийска школа в Сомюр (Франция) и във Военната академия в Брюксел. Служи в Източнорумелийската милиция.
По време на Сръбско-българската война (1885) е ескадронен командир, извършва разузнавания в тила на противника и улеснява бойните действия. Като командир на 3-ти конен полк участва в контрапреврата срещу русофилите (1886).
Като образован офицер още млад заема високи длъжности:
- командир на 3-ти конен полк,
- началник на 6-а пехотна бдинска дивизия
- началник на Военното училище (1891 – 1895 г.),
- командир на Трета пехотна балканска дивизия (1896-1900 г.).

На 2 август 1912 година, по случай 25-годишнината от идването си в България, цар Фердинанд произвежда 6 генерал-майори в чин генерал-лейтенант. Ботев е сред тях. Това е първият случай в историята на Третото българско царство, когато званието генерал-лейтенант е дадено на действащи офицери (преди това е давано само на офицери от запаса).
Участва в Балканската война (1912 – 1913), а за кратък период от време е заместник-министър на войната (1913). Излиза в запаса през 1914 г.
Кирил Ботев е един от авторите на издадения през 1940 г. в София „Устав на Комитета за въздигане паметници на българските хайдути и революционери до Освобождението“. Генералът е планирал да напише спомени за брат си Христо.
За да се предпази от бомбардировките на София, генерал-лейтенант Кирил Ботев отива да живее в с. Студена, Пернишко, където умира на 6 февруари 1944 г.

## Семейство
Кирил Ботев е женен и има 1 дете.

## Памет
На Кирил Ботев е наречена улица в квартал „Гоце Делчев“ в София (Карта).

## Военни звания
- Прапоршчик (10 май 1879)
- Подпоручик (1 ноември 1879, преименуван)
- Поручик (9 юли 1881)
- Капитан (9 септември 1885)
- Майор (1 април 1887)
- Подполковник (2 август 1891)
- Полковник (2 август 1895)
- Генерал-майор (15 ноември 1900)
- Генерал-лейтенант (2 август 1912)

## Награди
- Орден „За храброст“ IV степен
- Орден „Св. Александър“ I и IV степен с мечове по средата
- Орден „За военна заслуга“ I степен с военно отличие